# پاپ (ترانه)
«پاپ» (به انگلیسی: Pop) ترانه‌ای از گروه پسرانه آمریکایی انسینک است. این ترانه در ۱۴ مه ۲۰۰۱ به عنوان اولین تک‌آهنگ از سومین آلبوم استودیویی آنها به نام سلبریتی منتشر شد. این ترانه توسط وید رابسون و جاستین تیمبرلیک نوشته شده و توسط بی‌تی تهیه شده‌است. این ترانه جایزه موزیک ویدئوی ام‌تی‌وی شامل بهترین ویدیوی گروهی، بهترین ویدیوی پاپ، بهترین ویدیوی رقص، و انتخاب بینندگان و همچنین یک جوایز برگزیده نوجوانان برای تک‌آهنگ برگزیده برنده شد.

## زمینه

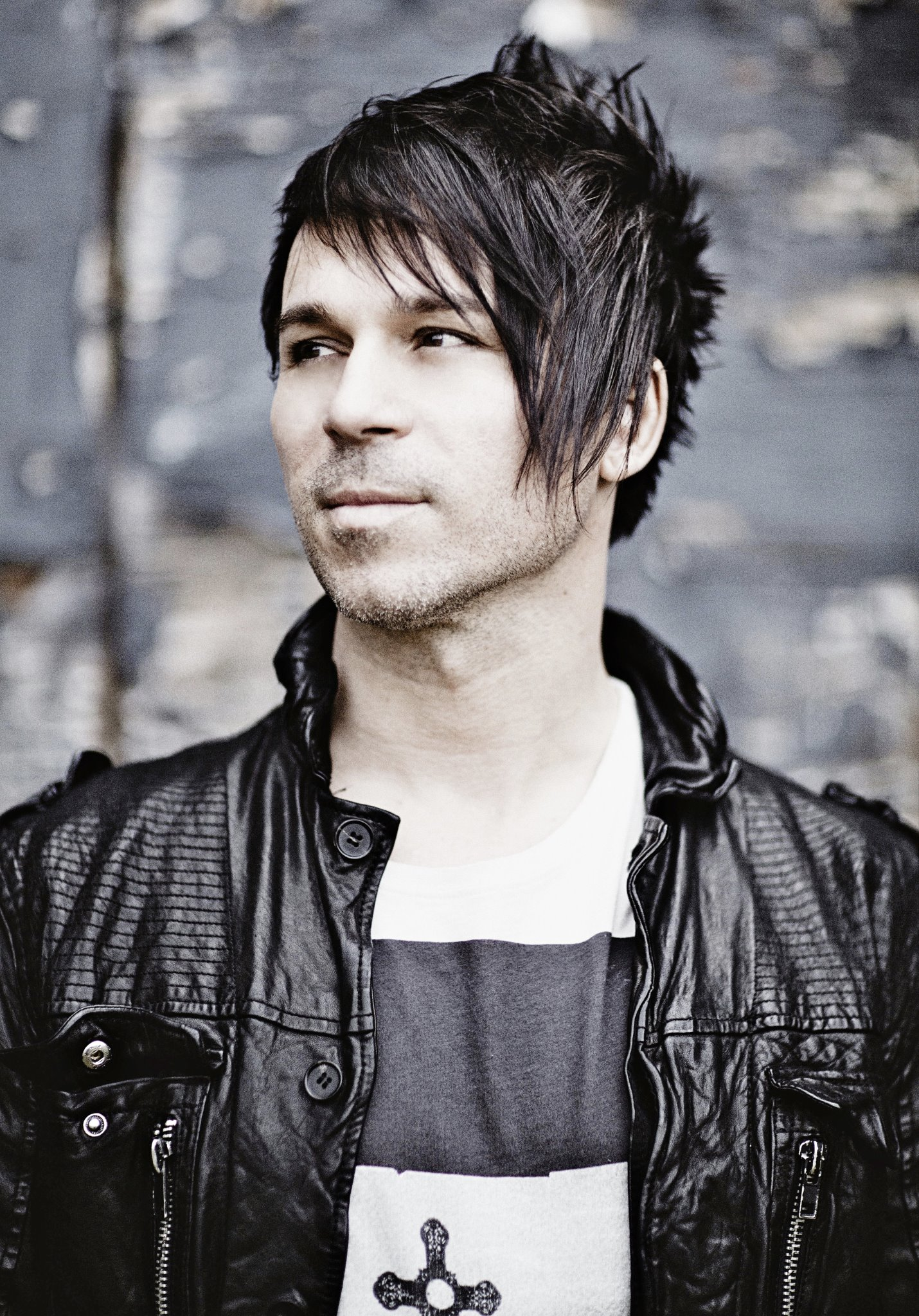
تیمبرلیک شخصاً از بی‌تی خواسته‌است که این ترانه را تهیه کند.

در ۱۱ مه ۲۰۰۱، ام‌تی‌وی ضبط «پاپ» را از طریق ماهواره در حین تمرین تور انسینک برای PopOdyssey پخش کرد، که منجر به انتشار رادیویی ترانه در ۱۴ مه ۲۰۰۱ شد.

علی‌رغم موفقیت آلبوم قبلی این گروه، No Strings Attached، آنها دائماً مورد انتقاد منتقدین قرار می‌گرفتند که پیش از این تصور می‌کردند که «یک گروه معتبر» چیست، که این امر آنها را مجبور می‌کند تا بیشتر در تولید آلبوم بعدی خود به نام سلبریتی شرکت کنند. جاستین تیمبرلیک در مصاحبه ای با بیلبورد، آوازهای بی نظیر این آهنگ را توصیف کرد: 
 ما همه آنچه را که «موسیقی پاپ» محسوب نمی‌شود، در آن ترانه قرار می‌دهیم. زمان آن فرا رسیده‌است که نسل جدید را دربارهٔ آنچه پاپ واقعاً مانند آن است را با مجموعه ای از صوت‌ها و ژانرها آموزش دهیم. نحوه ترکیب همه اینها با هم باعث جذابیت - و محبوبیت موسیقی پاپ می‌شود. 

## ترکیب بندی
«پاپ» توسط وید رابسون و تیمبرلیک نوشته شده‌است و بی‌تی با استفاده از صدای معروف «ویرایش لکنت» ترانه را تولید کرده‌است. این ترانه به طول عمر گروه در دوره ای از فرهنگ مشاهیر اشاره دارد.

## عملکرد تجاری
«پاپ» در جدول تک آهنگ‌های کانادا به رتبه یک رسید. در چندین کشور از جمله نروژ در ۱ رتبه برتر قرار گرفت و به رتبه ۹ در جدول تک‌آهنگ‌های بریتانیا و همچنین در رتبه ۱۰ جدول‌های ای‌آرآی‌ای رسید. این ترانه در رتبه ۱۹ ۱۰۰ آهنگ داغ بیلبورد ایالات متحده به اوج رسید.

## اجراهای زنده
انسینک در ۶ سپتامبر در جوایز موسیقی ام‌تی‌وی ۲۰۰۱، جایی که مایکل جکسون آنها را همراهی می‌کرد «پاپ» را اجرا کردند

## اعتبارات و پرسنل
اعتبارات گرفته شده از یادداشت‌های کوتاه «پاپ».
ضبط
- ضبط شده در وست‌لیک ریکوردین استودیوز، لس آنجلس و استودیوی Metalworks، تورنتو

پرسنل
- جاستین تیمبرلیک - ترانه‌سرا، تهیه‌کننده، تنظیم کننده، بیت باکس
- بی‌تی - ترانه‌سرا، تهیه‌کننده، تنظیم کننده، مهندس، برنامه‌ریز، میکس
- وید رابسون - ترانه‌سرا، تهیه‌کننده، تنظیم کننده
- مایک تاکر - مهندس ضبط صدا
- کارلوس واسکز - ضرب اضافی
- کریس هاگرتی - ویرایش دیجیتال
- ریچارد فرتز - گیتار الکتریک، باس
- کنی بلانک - گیتار اضافی
- چاز هارپر - مسترینگ